# Грунион
Грунион (лат. Leuresthes tenuis) — вид лучепёрых рыб семейства атеринопсовых (Atherinopsidae). Распространены в центрально-восточной части Тихого океана от залива Монтерей до Нижней Калифорнии, включая Калифорнийский залив. Морские прибрежные пелагические рыбы. Максимальная длина тела 19 см.

## Описание
Тело удлинённое, стройное, покрыто циклоидной чешуёй. В латеральных рядах 75 чешуй. Рот маленький, конечный. Зубы на челюстях отсутствуют. Диаметр глаза равен длине рыла. Окончание верхней челюсти не доходит до зрачка. Предчелюстная кость выдвижная. На верхней части первой жаберной дуги 5—7 жаберных тычинок, а на нижней части 28—29 жаберных тычинок. Два спинных плавника. В первом спинном плавнике 5—7 колючих гибких лучей, а во втором — 1 жёсткий и 9—10 мягких лучей. Между основаниями первого и второго спинного плавника 7—9 чешуй. В анальном плавнике 1 жёсткий и 21—24 мягких лучей. Анальный плавник начинается на уровне первого спинного плавника. Хвостовой плавник выемчатый. Позвонков 47—50. Максимальная длина тела 19 см.
Верхняя часть тела зеленоватая, а нижняя часть тела и брюхо серебристые. По бокам тела проходит широкая серебристо-голубая полоса. На щеке есть голубоватое пятно.

## Биология
Морские пелагические рыбы. Обитают в прибрежной зоне на глубине от 0 до 18 м. Питаются планктоном. Продолжительность жизни 3—4 года, редко живут до 5 лет. Данные о 8-летних особях не подтверждаются. Наблюдается быстрый рост в течение первого года жизни, достигают длины 11—13 см. После достижения половой зрелости скорость роста резко снижается, а в нерестовый сезон рыбы вообще перестают расти. К концу второго года жизни достигают длины 14—15 см, а к концу третьего года жизни — 16 см.

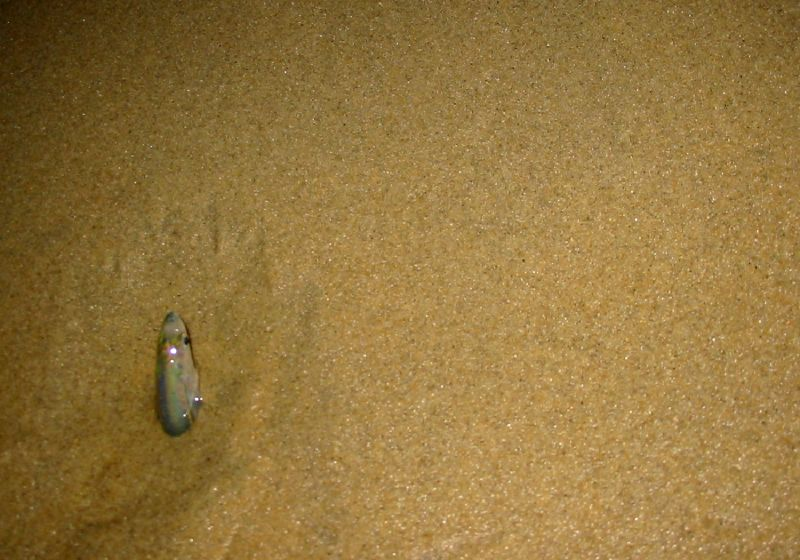
Самка груниона, закопавшаяся в песок

### Размножение
Половой зрелости грунионы достигают в возрасте одного года. Нерестятся с марта по август с пиком в конце марта — начале июня. Нерест наблюдается два раза в месяц — в период через 2—4 дня после новолуния и полнолуния, что совпадает с самыми высокими приливами в данном регионе. Нерест происходит в ночные часы. Зрелые самки могут нереститься каждые 15 дней, и обычно 6 раз за нерестовый сезон. За каждый нерестовый цикл самка вымётывает от 1600 до 3600 икринок.

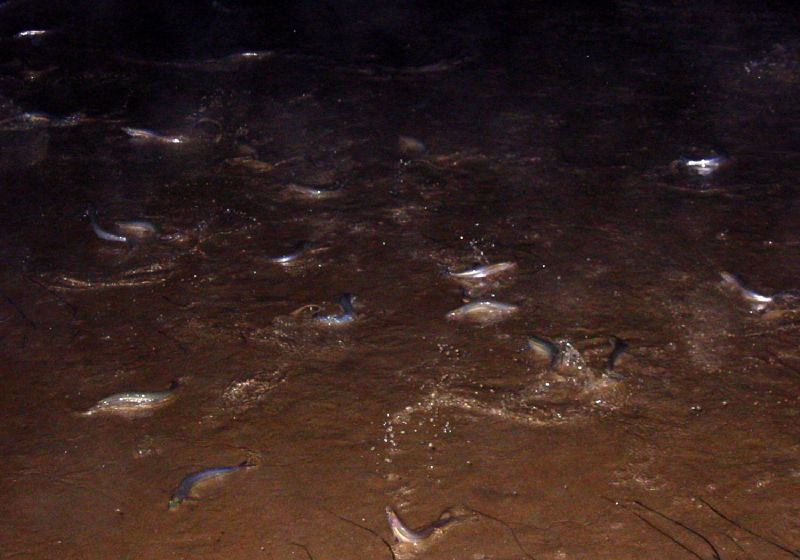
Грунионы на пляже в Калифорнии

Грунионы характеризуются необычным нерестовым поведением и являются одними из немногих видов рыб, которые откладывают икру не в воде, а на суше. С приливной волной рыбы выносятся на песчаный пляж. Самка выгибает туловище, высоко поднимает голову и начинает зарываться во влажный песок хвостом вперёд. Через несколько секунд на поверхности остаётся только голова и верхняя часть тела до грудных плавников. Самец изгибается вокруг тела самки и выпускает сперму, которая по телу самки опускаются вниз к выметанной икре. Одновременно несколько самцов могут участвовать в оплодотворении икры. Со следующей волной самцы и самки скатываются обратно в океан. Весь процесс занимает 30 секунд, некоторые особи могут оставаться вне воды в течение нескольких минут. Первоначально икра закапывается на глубину около 5 см.
Икра сферической формы, диаметром 1,5 мм. Инкубируется во влажной среде в течение по крайней мере 9—10 дней до следующего высокого прилива. Если не будет механического воздействия приливной волны, то личинки не вылупляются. Грунионы — единственный вид рыб, у которых вылупление личинок из икры инициируется механическим воздействием. В таких случаях инкубация продолжается, эмбрионы развиваются за счёт энергетических запасов в желтке икринки. В лабораторных условиях показано, что при температуре 20 °C задержка вылупления достигает 34 дней, а при температуре 15 °C — 41 день. По истечении этих сроков запасы желтка исчерпываются и икра погибает. Сам процесс вылупления после механического воздействия завершается за 1 минуту, что предполагает не ферментативное размягчение оболочки (как у других видов рыб).
Во время нерестового выхода на берег грунионов едят морские птицы. Икра может служить пищей для таких птиц, как кроншнепы и веретенники, а также для беспозвоночных (изоподы, Nereis, некоторые виды жуков и личинки мух).